# Panacé
Panacé (av grekiskans pan, allt, och akos, läkemedel) eller universalmedel, även kallat arcanum eller livselixir (av arabiskans al-iksir, fint pulver) är ett läkemedel som ansetts kunna bota alla (eller åtminstone många) sjukdomstillstånd. Ett universalmedel kan också alternativt förekomma olika slag av förgiftningar, genom att det skulle innehålla motgifter mot alla slags gifter, och alltså vara ett så kallat antidotum universale, eller alexifarmakon (av grek. alexein, fördriva, och farmakon, läkemedel, gift).
Namnet panacé kommer av den grekiska gudinnan Panakeia som var dotter till läkeguden Asklepios. Det grekiska ordet panakeomai kan översättas med "jag läker allt". I svenskan har även panacé varit ett skämtsamt namn för kaffe uppblandet med lite konjak eller brännvin
Universalmedel som härstammar från den klassiska medicinen och som senare, inte minst under medeltiden, spelat en stor roll, är teriak och mithridat med ett synnerligen stort antal ingredienser. I samband med sökandet efter "de vises sten" har även pågått försök att framställa panacéer. På senare tider har homeopaterna uppgett sig ha sådana. Ännu senare har vissa naturläke- och vattenkurmetoder, till exempel Kuhnes sittbad, framhållits med anspråk på att kunna bota det mesta. Även salubrin, som lagom utspätt kan användas mot vissa yttre skador, som insektsstick, svullnader och liknande, har av sin uppfinnare rekommenderats mot blodförgiftning, lupus, lungsot, influensa, kronisk alkoholism och så vidare - alltså uppträtt som en gengångare av äldre tiders universalmedel. 